# Stictoedopa ruizi
Stictoedopa ruizi är en tvåvingeart som beskrevs av Juan Brèthes 1926. Stictoedopa ruizi ingår i släktet Stictoedopa och familjen fläckflugor. Inga underarter finns listade i Catalogue of Life.